# Conrad Graf
Conrad Graf (ur. 17 listopada 1782 w Riedlingen, zm. 18 marca 1851 w Wiedniu) – austriacko-niemiecki budowniczy fortepianów. Z jego fortepianów korzystali między innymi Beethoven, Chopin, Robert i Clara Schumann.

## Życie i kariera
Graf rozpoczął karierę jako stolarz, studiując rzemiosło w swoim rodzinnym Riedlingen w południowych Niemczech. W 1800 roku został uczniem producenta fortepianów Jakoba Schelkle, który pracował w Währing. Kiedy Schelkle zmarł w 1804 roku, Graf ożenił się z wdową po nim Katarzyną i przejął sklep. W 1824 roku został mianowany Królewskim Konstruktorem Fortepianów i Instrumentów Klawiszowych na cesarskim dworze w Wiedniu. W 1826 roku kupił „Mondscheinhaus”, dawniej modną salę taneczną przy Auf der Wieden 102, i przekształcił ją w fabrykę fortepianów. Firma Grafa w ciągu swojego życia wyprodukowała ponad 3000 instrumentów. W 1840 roku Graf przeszedł na emeryturę i sprzedał firmę Carlowi Steinowi, który był wnukiem słynnego budowniczego fortepianów Johanna Andreasa Steina.

## Fortepiany Grafa, na których grali znani muzycy
W 1826 roku Graf pożyczył Ludwigowi van Beethovenowi 6½-oktawowy fortepian z potrójną struną do C♯ i poczwórną struną od D do górnej (F4). Po śmierci Beethovena w 1827 roku Graf zabrał fortepian i sprzedał go rodzinie Weimer w Wiedniu. Instrument przetrwał do dziś i jest wystawiany w Beethoven-Haus w Bonn.
W 1829 roku 19-letni Fryderyk Chopin wybrał fortepian Grafa na swój koncert w Wiedniu. Później, według Goldberga, Chopin nadal wysoko cenił instrumenty Grafa.
W 1840 roku Graf dał w prezencie młodej wirtuozce fortepianu Clarze Wieck jeden z fortepianów swojej firmy, z okazji jej ślubu z Robertem Schumannem. Kiedy Schumann zmarł w 1856 roku, Clara podarowała instrument swojemu przyjacielowi Johannesowi Brahmsowi, który używał go podczas swojej pracy do 1873 roku.
Felix Mendelssohn podziwiał także instrumenty Grafa. Jeden nabył w 1832 r., którego używał w domu rodzinnym i na recitalach w Berlinie, a na drugim później grał w Düsseldorfie.
Inni muzycy posiadający lub grający na fortepianach Grafa to Franz Liszt, Friedrich Kalkbrenner i Camille Pleyel. W latach osiemdziesiątych XIX wieku młody Gustav Mahler posiadał i grał na bardzo starym fortepianie, Grafie z około 1836 roku.
We wrześniu 2018 roku kopia fortepianu Grafa z 1819 roku została wykorzystana przez Paula McNulty’ego w pierwszym Międzynarodowym Konkursie Chopinowskim na Instrumentach Historycznych (zorganizowanym przez Narodowy Instytut Fryderyka Chopina).